# Eddie Hearn
Edward "Eddie" Hearn (født i 1979) er en britisk bokse promoter. Han er også direktør for Professional Darts Corporation.

## Boksepromoter
Hearn er nuværende 'Group Managing Director' hos Matchroom Sport, der er et selskab hans far, Barry Hearn, grundlagde. Han organiserer boksekampe for alle bokserne, der har kontrakt hos Matchroom Sport, der har en kontrakt med Sky Sports, der viser stævnerne på tv. Sky Sports giver Matchroom et antal af datoer Eddie skal organisere kampe til. 
Eddies stald under Matchroom Sports har adskillige verdensmestre som Lee Selby, Kell Brook and James DeGale. Det har også verdensmester-udfordrere og håb som; Anthony Crolla and Kevin Mitchell. Han er også promoter for de unge boksere; Anthony Joshua, Chris Eubank Jr., Luke Campbell, Callum Smith, Khalid Yafai og mange andre.

## References
1. ↑  "Matchroom Sport Board of Directors". Arkiveret fra originalen 10. maj 2011. Hentet 11. december 2015.